# 731
731 (DCCXXXI) je bilo navadno leto, ki se je po julijanskem koledarju začelo na ponedeljek.

## Dogodki
- 18. marec – po smrti papeža Gregorja II. novi papež postane Gregor III.

## Rojstva
- Abd Ar-Rahman I., ustanovitelj omajadskega Kordovskega emirata († 788)
- Ōtomo no Otomaro, japonski general († 809)
- Telec, bolgarski kan († okrog 764)

## Smrti
- 11. februar – papež Gregor II. (* 669)
- Ragenfrid, frankovski majordom (* neznano)
- Otomo no Tabito, japonski pesnik in bojevnik (* 662)